# Бой при Сан-Хасинто (1867)
Бой при Сан-Хасинто (исп. San Jacinto) произошёл 1 февраля 1867 года в окрестностях Асьенда-де-Сан-Хасинто (ныне город Сан-Хасинто), в штате Агуаскальентес, между частями мексиканской республиканской армии генералов Мариано Эскобедо и Херонимо Тревиньо и войсками Мексиканской империи под командованием генерала Мигеля Мирамона во время французской интервенции в Мексику.
После того как французские войска покинули Халиско, Сакатекас, Сан-Луис-Потоси, Гуанахуато и часть Идальго, президент Мексики Бенито Хуарес выехал из Дуранго и 22 января 1867 года разместил свое правительство в Сакатекасе.
Командующий Северной армией республиканцев генерал Мариано Эскобедо думал, что имперский генерал Мирамон, действовавший с конца декабря в этом регионе с дивизией силой в полторы тысячи человек, ничего не сможет сделать против Сакатекаса. Однако Мирамон, намереваясь захватить Хуареса и его министров, 20 января вышел из Леона, занял Агуаскальентес и после стремительного марша 27-го появился у ворот Сакатекаса, и после непродолжительного боя вошел в город, откуда президент и его министры едва успел бежать.
Генерал Эскобедо, находившийся в Сан-Луис-Потоси, узнав о вступлении Мирамона в Сакатекас, сконцентрировал свои до того разбросанные части (3500 человек) и направился форсированным маршем к этому городу, чтобы помешать противнику обеспечить себя ресурсами и увеличить свои войска.
Узнав о таком движении, Мирамон покинул 31 января Сакатекас с целью встречи с отрядом генерала Кастильо, который должен был с 2000 человек двигаться из региона Бахио в сторону Сан-Луис-Потоси, чтобы, объединившись, остановить продвижение Эскобедо. Но Кастильо задержался в Сан-Мигель-де-Альенде из-за отсутствия средств, о чём Мирамон не знал.
Эскобедо немедленно выбрал центральную дорогу, одну из трех, ведущих к Сан-Луис-Потоси в восточном направлении, не сомневаясь, что он найдет Мирамона и помешает ему осуществить его план.
Утром 1 февраля две воюющие силы оказались в пределах досягаемости. Генерал Мирамон, осознав превосходство в силах противника, повернул на юг, пока не достиг асьенды Сан-Франциско-де-лос-Адамес, откуда двинулся дальше. Скованный упорным преследованием неприятельской кавалерии, он сделал привал на полчаса на асьенде под названием Сан-Хасинто, откуда после тяжелой перестрелки снова начал отступать.
Эскобедо ускорил своё движение и, пройдя между Сан-Франсиско-де-лос-Адамес и ранчо Коэсильо, непосредственно к асьенде Сан-Хасинто, атаковал растянувшуюся колонну имперцев с тыла и с флангов. Попытка имперского кавалерийского полка провести контратаку провалилась, он в беспорядке стал отступать и смял другие части. Паника охватила имперские войска, которые стали бежать, обстреливаемые республиканской артиллерией. Мирамон, имея в наличии лишь несколько орудий, занял возвышенность и приказал стрелять картечью по бегущей толпе, чтобы попытаться сдержать ее, но все оказалось бесполезным. Разгром был полным.
В результате победы республиканцы захватили около восьмисот пленных, а также обоз и вооружение противника. Эскобедо приказал, чтобы все иностранцы, взятые в плен с оружием в руках, за исключением раненых, были расстреляны. Из почти 800 пленных были расстреляны 107 французов, а также Хоакин Мирамон, брат главы имперской армии. Самому Мигелю Мирамону удалось бежать с небольшой группой драгун.